# Phyllanthus xylorrhizus
Phyllanthus xylorrhizus är en emblikaväxtart som beskrevs av Mats Thulin. Phyllanthus xylorrhizus ingår i släktet Phyllanthus och familjen emblikaväxter. Inga underarter finns listade i Catalogue of Life.